# Рогале (Люблінське воєводство)
Рогале (пол. Rogale) — село в Польщі, у гміні Княжпіль Білгорайського повіту Люблінського воєводства. Населення — 391 особа (2011).

## Історія
За даними етнографічної експедиції 1869—1870 років під керівництвом Павла Чубинського, у селі переважно проживали римо-католики, меншою мірою — греко-католики, які розмовляли українською мовою.
У 1975—1998 роках село належало до Замойського воєводства.

## Демографія
Демографічна структура станом на 31 березня 2011 року:
|          | Загалом | Допрацездатний вік | Працездатний вік | Постпрацездатний вік |
| -------- | ------- | ------------------ | ---------------- | -------------------- |
| Чоловіки | 196     | 43                 | 142              | 11                   |
| Жінки    | 195     | 40                 | 125              | 30                   |
| Разом    | 391     | 83                 | 267              | 41                   |